# Bernard Robinson
Bernard Robinson (né le 27 juillet 1912 à Liverpool et mort le 2 mars 1970  dans le Surrey) est un chef décorateur et directeur artistique britannique. Il est le décorateur emblématique des productions Hammer Film Productions.

## Filmographie partielle
- 1957 : Frankenstein s'est échappé  de Terence Fisher
- 1958 : Le Cauchemar de Dracula  de Terence Fisher
- 1959 : Le Chien des Baskerville  de Terence Fisher
- 1959 : La Malédiction des pharaons  de Terence Fisher
- 1962 : Le Fascinant capitaine Clegg  de Peter Graham Scott
- 1963 : The Old Dark House de William Castle
- 1964 : La Gorgone de Terence Fisher
- 1966 : Dracula, prince des ténèbres de Terence Fisher
- 1966 : Raspoutine, le moine fou de Don Sharp
- 1966 : Pacte avec le diable (The Witches ou The Devil's Own) de Cyril Frankel
- 1967 : Dans les griffes de la momie de John Gilling
- 1968 : Dracula et les femmes de Freddie Francis